# Anna Boleyn (opera)
Anna Boleyn (wł. Anna Bolena) – opera seria z muzyką Gaetana Donizettiego i librettem Felice Romaniego, skomponowana i wystawiona po raz pierwszy w 1830 r. w Mediolanie. Była 26. utworem scenicznym Donizettiego i przyniosła mu pierwszy wielki sukces.

## Osoby
- Anna Boleyn (Anna Bolena) – sopran
- Joanna Seymour (Giovanna Seymour) – sopran lub mezzosopran
- Smeton – mezzosopran
- Ryszard Percy (Riccardo Percy) – tenor
- Henryk VIII (Enrico VIII) – bas
- Rochefort – bas
- Hervey – tenor

## Treść
Akcja opery rozpoczyna się na Zamku Windsor, u schyłku małżeństwa króla Henryka VIII z Anną Boleyn.
Akt I
Dwór zdaje sobie sprawę z rozkładu królewskiego małżeństwa. Anna Boleyn wspomina swoją pierwszą miłość, a Henryk zabiega o względy jej damy dworu Joanny Seymour. W Windsorze pojawia się dawny kochanek Anny, zesłaniec Ryszard Percy, któremu król pozwolił wrócić na dwór, by stworzyć pretekst do rozwodu z żoną. Za namową brata, Lorda Rocheforta, Anna spotyka się z Percym; spotkanie obserwuje z ukrycia zakochany w królowej paź Smeton. Kiedy do komnat Anny wkracza król, Smeton usiłuje bronić czci królowej, ale król odkrywa przy nim jej portret, który uznaje za dowód zdrady. Anna, Rochefort, Percy i Smeton zostają aresztowani. 
Akt II
Joanna Seymour odwiedza Annę uwięzioną w swoich komnatach i namawia ją do przyznania się do winy dla uratowania życia. Anna przeklina swoją rywalkę, nie wiedząc, że jest nią właśnie Joanna; wstrząśnięta tym Seymour przyznaje się do uczuć łączących ją z królem. Królowa obciąża całą winą Henryka, a jej wspaniałomyślność wprawia Joannę w głęboką rozpacz.
W toczącym się procesie o zdradę stanu Smeton obciąża Annę. Percy próbuje ratować królową, twierdząc, że zawarł z nią potajemne małżeństwo jeszcze przed jej ślubem z królem, lecz pogarsza tym tylko sytuację oskarżonych i królewskiej córki Elżbiety, która traci prawo sukcesji jako bękart. Nie pomagają błagania Joanny Seymour – królowa zostaje skazana na śmierć wraz z Percym, Rochefortem i Smetonem. W Tower Anna wybacza współoskarżonym, którzy przyczynili się do wydania na nią wyroku, przeklinając równocześnie Henryka i Joannę. W czasie gdy dwór świętuje zaręczyny króla, skazańcy zostają odprowadzeni na szafot.

## Historia utworu
Anna Boleyn została skomponowana na zamówienie mediolańskiego Teatro Carcano w 1830 r. Prapremiera opery miała znakomitą obsadę (w partii Anny wystąpiła Giuditta Pasta, a Percym był Giovanni Battista Rubini) i przyniosła sukces, po którym utwór obiegł inne sceny włoskie, wystawiono go także w Londynie i Paryżu (1831). Annę Boleyn wystawiano we Włoszech do 1881 r., a powróciła na scenę w 1956 r. w Bergamo. Wielkim wydarzeniem, przywracającym operze popularność, było jej wystawienie w 1957 r. w mediolańskiej La Scali w inscenizacji Luchina Viscontiego, z Marią Callas w partii tytułowej. Innymi wybitnymi wykonawczyniami tej roli były Leyla Gencer (1965), Beverly Sills (1973), Katia Ricciarelli (1979), Montserrat Caballé (1982), Cecilia Gasdia (1982), Joan Sutherland (1984), Anna Netrebko (2011), Joanna Woś (2013).